# Heurystyki podejmowania decyzji
Heurystyki podejmowania decyzji – uproszczone strategie, które ignorują część dostępnych informacji, w celu szybszego podjęcia decyzji i znalezienia rozwiązania dla złożonych problemów.
Pominięcie części informacji i uproszczenie procesu decyzyjnego nie zawsze musi wiązać się z mniejszą poprawnością znalezionego rozwiązania. Celem heurystyk jest znalezienie rozwiązania, które jest najlepsze w danej chwili, przy ograniczonym dostępnie do informacji. Znalezione rozwiązanie nie zawsze musi być najlepsze, ani nawet poprawne. Heurystyki są wykorzystywane zarówno przez ludzi, jak i zwierzęta.

## Przykłady heurystyk

### Reguła satysfakcji Simona
Reguła satysfakcji Simona jest wykorzystywana w sytuacjach, w których należy dokonać wyboru jednej z wielu alternatyw. Z pomocą wcześniejszych doświadczeń tworzone są konstrukty oczekiwań, dotyczące możliwych do osiągnięcia rozwiązań. Przeszukujemy zbiór alternatyw aż nie znajdziemy pierwszej, która spełnia nasze oczekiwania. W ten sposób nie musimy przeszukiwać potencjalnie nieskończonego zbioru rozwiązań.
Heurystyka ta jest używana chociażby przez sprzedawców samochodów w celu wyceny używanych samochodów BMW.

### Heurystyka rozpoznania
Heurystyka rozpoznania pozwala wyciągać wnioski na temat kryterium, które nie jest bezpośrednio dostępne dla decydenta. Dla dwóch alternatyw, definiowania jest następująco:
Jeśli jeden z dwóch obiektów jest rozpoznawany, a drugi nie, wnioskujemy, że rozpoznany obiekt posiada większą wartość względem kryterium niż drugi.
Im wyższa wartość rozpoznania {\displaystyle \alpha } dla danego kryterium, tym racjonalniejsze jest poleganie właśnie na tej heurystyce i tym większe prawdopodobieństwo, że zostanie ona wykorzystana. Dla każdego kryterium, wartość {\displaystyle \alpha } można wyliczyć korzystając z następującego wzoru:
{\displaystyle \alpha ={\frac {C}{C+W}}}
gdzie {\displaystyle C} jest liczbą poprawnych wnioskowań, które wyciągnęłaby heurystyka rozpoznania, wyliczoną spośród wszystkich par, gdzie dokładnie jedna alternatywa jest rozpoznana, a {\displaystyle W} jest liczbą błędnych wnioskowań.
W oryginalnym eksperymencie, Daniel Goldstein i Gerd Gigerenzer przeprowadzili test na mieszkańcach Stanów Zjednoczonych i Niemiec, dotyczące populacji niemieckich i amerykańskich miast. Badani otrzymywali formularz zawierający zestawione parami nazwy miast. Zadaniem było wskazanie, które miasto z pary jest większe. Średnio 80–90% decyzji podjęto przy pomocy heurystyki rozpoznania (w sytuacji, w której badani rozpoznawali tylko jedno miasto z pary).

#### Krytyka
Newell i Fernandez przeprowadzili podobne eksperymenty, w których starali się zweryfikować twierdzenia, według których głównymi czynnikami odróżniającymi heurystykę rozpoznania od heurystyk dostępności i płynności są jej „binarne” podejście do informacji i niespójność z późniejszą wiedzą. Wyniki eksperymentów nie potwierdziły tych twierdzeń. Badacze doszli do następujących wniosków:
1. Zwiększenie ważności pozostałych informacji, wiąże się ze zmniejszoną poprawnością heurystyki rozpoznania.
2. Miasta, które zarówno zostały rozpoznane, jak również posiadamy na ich temat inne informację, są wybierane częściej, niż te, które są tylko rozpoznane.
3. Istnieje negatywna korelacja między czasem potrzebnym na zidentyfikowanie miasta, a tym, ile razy wybrano go jako większego z pary.

### Heurystyka „Take-the-best”
Heurystyka „Take-the-best” modeluje sposób, w jaki ludzie wnioskują, która z dwóch alternatyw jest lepsza względem pewnego kryterium, korzystając z dwuwartościowych wskazówek. Każda wskazówka może przyjmować dwie wartości – zero albo jeden. Dodatnia wartość oznacza, że dana wskazówka ma większą ważność, względem danego kryterium. Heurystyka składa się z trzech reguł:
- 1. Reguła poszukiwania: Przejdź przez wszystkie wskazówki, w kolejności od najważniejszej.
- 2. Reguła zatrzymania: Zatrzymaj się na pierwszej wskazówce, która rozróżnia dwie alternatywy (wartości wskazówek wynoszą 0 i 1).
- 3. Reguła decyzji: Wywnioskuj, że alternatywa o pozytywnej wartości (1) lepiej spełnia kryterium.

Heurystyka upraszcza proces podejmowania decyzji poprzez zatrzymanie się na pierwszej wskazówce, oraz poprzez szeregowanie wskazówek na podstawie ich ważności. Ważność {\displaystyle v} jest wyliczana przy pomocy następującego wzoru:
{\displaystyle v={\frac {C}{C+W}}}
gdzie {\displaystyle C} jest liczbą poprawnych wnioskowań, a {\displaystyle W} liczbą niepoprawnych wnioskowań.

### Drzewa „Fast-and-frugal”

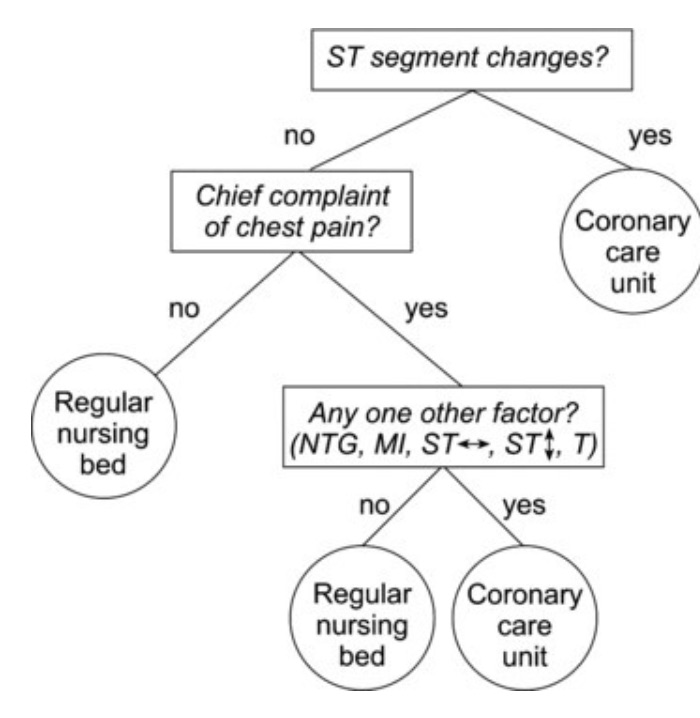
Drzewo „Fast-and-frugal” ułatwiające podjęcie decyzji, czy należy wysłać pacjenta do oddziału kardiologicznego.

Drzewa „Fast-and-frugal” wykorzystywane są do klasyfikacji obiektów. Drzewo „Fast-and-frugal” jest rodzajem drzewa decyzyjnego, z przynajmniej jednym węzłem końcowym na każdym poziomie. W celu ograniczenia rozmiarów drzewa i szybszego podejmowania decyzji, posiada ono dokładnie m+1 węzłów, gdzie m jest liczbą dwuwartościowych wskazówek lub atrybutów. Składa się z trzech zasad:
- Reguła poszukiwania: Przejdź przez wszystkie wskazówki, w ustalonej wcześniej kolejności.
- Reguła zatrzymania: Zatrzymaj przeszukiwanie, jeśli wskazówka prowadzi do węzła końcowego.
- Reguła decyzji: Odpowiednio zaklasyfikuj obiekt.

### Heurystyka afektu
W heurystyce afektu głównym czynnikiem umożliwiającym szybkie podjęcie decyzji jest tzw. „afekt”, czyli ekspresja emocji. Reprezentacje umysłowe są etykietowe poprzez związane z nimi emocje. Następnie, podczas podejmowania decyzji, ludzie stale odnoszą się do „puli afektów” zawierającą wszystkie pozytywne i negatywne emocje związane z reprezentacjami. Korzystanie z afektywnych impresji jest często szybsze i efektywniejsze niż wydobywanie przykładów z pamięci i rozważanie ich wad i zalet, szczególnie kiedy decyzja jest złożona, albo zasoby mentalne są ograniczone. Heurystyka umożliwia rozważenie korzyści i ryzyka wiążącego się z daną decyzją, na podstawie odczuć skojarzonych z jakimś bodźcem. Jeśli odczucia wobec decyzji są pozytywne, istnieje większa szansa, że korzyści zostaną ocenione wyżej, a ryzyko mniej. Natomiast jeśli odczucia są negatywne, mamy większą tendencje do postrzegania decyzji jako ryzykownej i przynoszącą mniejsze korzyści.